# Рейманн, Виллем Мадисович
Ви́ллем Ма́дисович Ре́йманн (эст. Villem Reimann; 6 (19) марта 1906 — 8 июня 1992) — советский эстонский композитор и музыкальный педагог. Заслуженный деятель искусств Эстонской ССР (1955). Лауреат Сталинской премии второй степени (1951).

## Биография
В. М. Рейманн родился 6 (19 марта) 1906 года в Пернове (ныне Пярну, Эстония). Окончил Таллинскую консерваторию по классу композиции у Артура Каппа (1933) и фортепиано у Артура Лембы (1936). В 1937—1938 годах совершенствовался по композиции у З. Кодая, Л. Вайнера; по дирижированию — у Э. Унгера в Музыкальной академии имени Ф. Листа в Будапеште. С 1942 года преподаватель музыкально-теоретических предметов и класса камерного ансамбля в Таллинской консерватории. Доцент (1947). Профессор (1965). В 1961—1968 годах заведовал кафедрой теории музыки.

## Творчество
- опера «Во имя мира» («Дальние берега») (1959)
- кантата «Таллин» (1961)
- сюита «Птичий базар в Вильсанди» (1937)
- песни
- оркестровые пьесы
- две сонаты для скрипки и фортепиано (1934, 1945)
- две сонаты для виолончели и скрипки (1932, 1933)
- струнный квартет (1961)

## Фильмография
- 1937 — Государство птиц в Вильсанди
- 1940 — Советская Эстония
- 1947 — Поющий народ
- 1948 — Весна на родине
- 1949 — Новая жизнь
- 1950 — Советская Эстония

## Награды и премии
- Государственная премия Эстонской ССР (1949)
- Сталинская премия второй степени (1951) — за музыку к документальному фильму «Советская Эстония» (1950)
- Заслуженный деятель искусств Эстонской ССР (1955)
- орден Трудового Красного Знамени (30.12.1956)